# Istanbul Open
Istanbul Open – męski turniej tenisowy kategorii ATP World Tour 250 zaliczany do cyklu ATP World Tour, rozgrywany w latach 2015–2018 na ceglanych kortach w tureckim Stambule.

## Mecze finałowe

### gra pojedyncza mężczyzn
| Rok  | Zwycięzca         | Finalista        | Wynik               |
| 2018 | Taro Daniel       | Malik al-Dżaziri | 7:6(4), 6:4         |
| 2017 | Marin Čilić       | Milos Raonic     | 7:6(3), 6:3         |
| 2016 | Diego Schwartzman | Grigor Dimitrow  | 6:7(5), 7:6(4), 6:0 |
| 2015 | Roger Federer     | Pablo Cuevas     | 6:3, 7:6(11)        |

### gra podwójna mężczyzn
| Rok  | Zwycięzcy                       | Finaliści                        | Wynik          |
| 2018 | Dominic Inglot Robert Lindstedt | Ben McLachlan Nicholas Monroe    | 3:6, 6:3, 10–8 |
| 2017 | Roman Jebavý Jiří Veselý        | Tuna Altuna Alessandro Motti     | 6:0, 6:0       |
| 2016 | Flavio Cipolla Dudi Sela        | Andrés Molteni Diego Schwartzman | 6:3, 5:7, 10–7 |
| 2015 | Radu Albot Dušan Lajović        | Robert Lindstedt Jürgen Melzer   | 6:4, 7:6(2)    |